# Ray Milland
Ray Milland, właśc. Alfred Reginald Jones (ur. 3 stycznia 1907 w Neath, zm. 10 marca 1986 w Torrance) – walijsko−amerykański aktor i reżyser filmowy.
Odtwórca roli pisarza−alkoholika Dona Birnama w dramacie noir Billy’ego Wildera Stracony weekend (1945), za którą jako pierwszy walijski aktor zdobył Oscara dla najlepszego aktora pierwszoplanowego, Złotego Globu dla najlepszego aktora w filmie dramatycznym, nagrodę National Board of Review, Nagrodę Stowarzyszenia Nowojorskich Krytyków Filmowych i nagrodę za pierwszoplanową rolę męską na I MFF w Cannes. Był nominowany do Złotego Globu dla najlepszego aktora w filmie dramatycznym za rolę fizyka nuklearnego i szpiega Allana Fieldsa w dramacie kryminalnym Złodziej (The Thief, 1952). Rola Duncana Calderwooda w miniserialu ABC Pogoda dla bogaczy (Rich Man, Poor Man, 1976) przyniosła mu nominację do nagrody Emmy.
8 lutego 1960 otrzymał dwie własne gwiazdy w Alei Gwiazd w Los Angeles znajdującą się przy 1621 Vine Street (kino) i 1634 Vine Street (telewizja).
W 1966 zadebiutował na Broadwayu w roli Simona Crawforda w sztuce Świadek przeciwny.
Zmarł 10 marca 1986 w szpitalu w Torrance w Kalifornii na raka płuc w wieku 79 lat. Zgodnie z jego poleceniem nie odbył się żaden pogrzeb. Jego ciało poddano kremacji, a prochy rozrzucono do Oceanu Spokojnego u wybrzeży Redondo Beach w Kalifornii.

## Filmografia

### Filmy
- 1934: We’re Not Dressing jako książę Michael Stofani
- 1941: Podróże Sullivana jako mężczyzna bliski kolizji na ulicy studyjnej
- 1942: Star Spangled Rhythm − w roli samego siebie
- 1945: Stracony weekend jako Don Birnam
- 1947: Golden Earrings jako pułkownik Ralph Denistoun
- 1947: Variety Girl − w roli samego siebie
- 1954: M jak morderstwo jako Tony Wendice
- 1961: Król królów jako Szatan (głos, niewymieniony w czołówce)
- 1962: Panika w Roku Zerowym jako Harry Baldwin
- 1963: X – człowiek, który widział więcej jako dr James Xavier
- 1970: Love Story jako Oliver Barrett III
- 1974: Złoto jako Hurry Hirschfeld
- 1975: Ucieczka na Górę Czarownic jako Aristotle Bolt
- 1976: Ostatni z wielkich jako Fleishacker
- 1976: Mayday w stratosferze (TV) jako dr Joseph Mannheim
- 1978: Battlestar Galactica (TV) jako Sire Uri
- 1980: Sprzedawcy marzeń (TV) jako Lawrence Radford

### Seriale
- 1963: Alfred Hitchcock przedstawia jako dr Howard Fennick
- 1971: Columbo − odc. „Śmierć wyciąga rękę” jako Arthur Kennicut
- 1972: Columbo − odc. „Szklarniana dżungla” jako Jarvis Goodland
- 1976: Pogoda dla bogaczy jako Duncan Calderwood
- 1978: Battlestar Galactica jako Sire Uri
- 1979: Statek miłości jako Peter Bradbury
- 1980: Aniołki Charliego jako Oliver Barrow